# Chloroclystis fractiscripta
Chloroclystis fractiscripta là một loài bướm đêm trong họ Geometridae.